# 阿德里安·伊利耶
阿德里安·伊利耶（羅馬尼亞語：Adrian Ilie，1974年4月20日—），罗马尼亚男子足球运动员，司职前锋。他曾代表罗马尼亚国家队参加1998年国际足联世界杯，结果队伍止步十六强。